# Raymond Kaelbel
Raymond Kaelbel (Colmar, Francia, 31 de enero de 1932-Estrasburgo, Francia, 17 de abril de 2007) fue un jugador y entrenador de fútbol francés. En su etapa como jugador profesional se desempeñaba como defensa.

## Selección nacional
Fue internacional con la selección de fútbol de Francia en 35 ocasiones y convirtió un gol. Formó parte de la selección que obtuvo el tercer lugar en la Copa del Mundo de 1958.

### Participaciones en Copas del Mundo
| Mundial                        | Sede   | Resultado      | Partidos | Goles |
| ------------------------------ | ------ | -------------- | -------- | ----- |
| Copa Mundial de Fútbol de 1954 | Suiza  | Fase de grupos | 2        | 0     |
| Copa Mundial de Fútbol de 1958 | Suecia | Tercer lugar   | 6        | 0     |

## Clubes

### Como jugador
| Club                  | País    | Año       |
| --------------------- | ------- | --------- |
| Racing de Estrasburgo | Francia | 1950-1956 |
| AS Mónaco             | Mónaco  | 1956-1961 |
| Le Havre AC           | Francia | 1961-1962 |
| Stade de Reims        | Francia | 1962-1964 |
| Racing de Estrasburgo | Francia | 1964-1969 |

### Como entrenador
| Club                              | País    | Año       |
| --------------------------------- | ------- | --------- |
| Racing de Estrasburgo (asistente) | Francia | 1969      |
| Koenigshoffen                     | Francia | ¿-?       |
| FA Illkirch-Graffenstaden         | Francia | ¿-?       |
| ASPV Estrasburgo                  | Francia | 1979-1988 |

## Palmarés

### Como jugador

#### Campeonatos nacionales
| Título                  | Club                  | País    | Año  |
| ----------------------- | --------------------- | ------- | ---- |
| Copa de Francia         | Racing de Estrasburgo | Francia | 1951 |
| Copa de Francia         | AS Mónaco             | Francia | 1960 |
| Division 1              | AS Mónaco             | Francia | 1961 |
| Copa Charles Drago      | AS Mónaco             | Francia | 1961 |
| Challenge des Champions | AS Mónaco             | Francia | 1961 |
| Copa de Francia         | Racing de Estrasburgo | Francia | 1966 |

#### Distinciones individuales
| Distinción                                                    |
| ------------------------------------------------------------- |
| Parte del equipo ideal del Racing de Estrasburgo del siglo XX |

### Como entrenador

#### Campeonatos regionales
| Título          | Club             | País    | Año  |
| --------------- | ---------------- | ------- | ---- |
| Copa de Alsacia | ASPV Estrasburgo | Francia | 1984 |
| Copa de Alsacia | ASPV Estrasburgo | Francia | 1985 |
| Copa de Alsacia | ASPV Estrasburgo | Francia | 1986 |
| Copa de Alsacia | ASPV Estrasburgo | Francia | 1987 |

#### Campeonatos nacionales
| Título            | Club             | País    | Año  |
| ----------------- | ---------------- | ------- | ---- |
| Division 3 (Este) | ASPV Estrasburgo | Francia | 1981 |
| Division 3 (Este) | ASPV Estrasburgo | Francia | 1982 |